# Zonia Baber
Mary Arizona "Zonia" Baber (Kansas Township, 24 de agosto de 1862 – East Lansing, 10 de janeiro de 1956) foi uma geógrafa e geóloga norte-americana. Inventora, é conhecida por seus métodos inovadores no ensino de geografia, enfatizando a experimentação e o trabalho de campo, técnicas ainda hoje utilizadas.

## Biografia
Baber nasceu na cidade de Kansas Township, no estado de Illinois, em 1862. Era filha de Amos Baber e Nancy Rebecca Baber. Como em sua cidade não tinha escolas além do ensino fundamental, ela precisou se mudar para Paris, 210 km de distância, indo morar na casa de um tio. Assim que se formou no ensino médio, ela ingressou no curso de magistério, para se formar professora.
Baber trabalhou por dois anos como diretora de uma escola particular, de 1886 a 1888. Então ela aceitou um cargo de professora na Cook County Normal School, hoje a Universidade Estadual de Chicago, onde foi chefe do Departamento de Geografia, de 1890 a 1899. Lecionou história, geografia estrutural e ciências naturais. Estes cursos focavam principalmente em geografia, estudos continentais, meteorologia e geomatemática. Lecionou também geologia, incluindo a primeira turma a aceitar mulheres.
Em 1904, tornou-se bacharel em ciências. De 1901 a 1921, Baber foi professora associada e chefe da cadeira de geografia e geologia do Departamento de Educação da Universidade de Chicago. Foi também diretora da University of Chicago Laboratory Schools, uma escola de ensinos fundamental e médio pertencente à universidade.
Com relação ao ensino, Baber preferia se concentrar no trabalho de campo, permitindo que seus alunos atuassem e descobrissem por si próprios, em vez de apenas memorizar fatos e datas. Os métodos de ensino de Baber são usados ainda hoje.
Baber promovia viagens de campo e experiência em primeira mão em vez da memorização de fatos e datas, mas também trabalhou para melhorar os auxílios convencionais de aprendizado. Durante seu tempo como presidente da Liga Internacional das Mulheres para a Paz e a Liberdade (WILPF), ela criou um comitê para examinar os livros didáticos a fim de substituir frases e conceitos antiquados ou inadequados por outros destinados a impedir a perpetuação de preconceitos.
Baber foi sufragista, lutou pelo direito das mulheres imigrantes poderem votar. Dentro da universidade, lutou para que mais mulheres pudessem concluir o ensino universitário e que pudessem atuar na Chicago Geographical Society, que ajudou a fundar. 
| “ | Os palestrantes homens são quase sempre invariavelmente escolhidos, primeiro pela falta de conhecimento das geógrafas, e segundo por preconceito. | ” |

## Design
Em 1896, Baber criou uma nova carteira escolar especificamente para o ensino de geografia e outras áreas científicas. Diferente das carteiras comuns, a de Baber tinha prateleiras e compartimentos destinados a armazenamento, o que possibilitava o uso da carteira com o material sempre à mão.

## Morte
Baber morreu em 10 de janeiro de 1956, em East Lansing, aos 93 anos. Ela foi sepultada no Cemitério Evergreen, Illinois.